# Салас (Рига)
Са́лас (латыш. Salas — «Острова») — микрорайон в Риге. В его состав входят три острова — Закюсала, Луцавсала и Казас-Секлис (последний иногда рассматривается как часть Луцавсалы). Закюсала и Луцавсала соединенны с левым и правым берегом Даугавы Островным мостом. При этом Луцавсала и Казас-Секлис относятся к Земгальскому предместью, а Закюсала — к Латгальскому.
Главная достопримечательность микрорайона — телебашня на острове Закюсала и телецентр при ней.

## История
Луцавсала упоминается в письменных источниках еще в 1559 году. Остров не принадлежал городу, это была свободная усадьба рыцарей.
Закюсала образовалась в конце XIX века в результате слияния нескольких более мелких островов. Во время польско-шведской войны 1621 года на одном из них располагалась крепость Фридрихзаль (лат. Castellum in insula Fridericiana). На берегу Малой Даугавы, рядом с Луцавмуйжей, стоит памятник русским солдатам, погибшим во время Великой Северной войны.
Луцавсала была включена в состав города Риги в 1904 году. Нынешняя территория Луцавсалы сформировалась в XVIII—XIX веках; ранее на этом месте было несколько более мелких островов. В XIX веке, после углубления русла Даугавы, Луцавсала слилась с узкой и длинной Юмправсалой. В XX веке северо-западная оконечность Луцавсалы еще называлась Юмправсала.

## Транспорт
Троллейбус
- 4: Зиепниеккалнс — Югла
- 19: Зиепниеккалнс — ул. Петерсалас
- 20: Телевизионный центр — Латвийский Университет

Также через микрорайон проходят троллейбусы, направляющиеся в троллейбусный парк на улице Елгавас или из него.

## Уличная сеть
| - Улица Луцавсалас (острова Луцавсала, и Казас-Секлис), - Набережная Закюсалас (остров Закюсала), - Новая улица (остров Луцавсала), - Улица лодка (остров Луцавсала), - Центральная улицы (остров Луцавсала), - Бобровая улица (остров Луцавсала), | - Улиточная улица (остров Луцавсала), - Садовая улица (остров Луцавсала), |